# Sarphatistraat

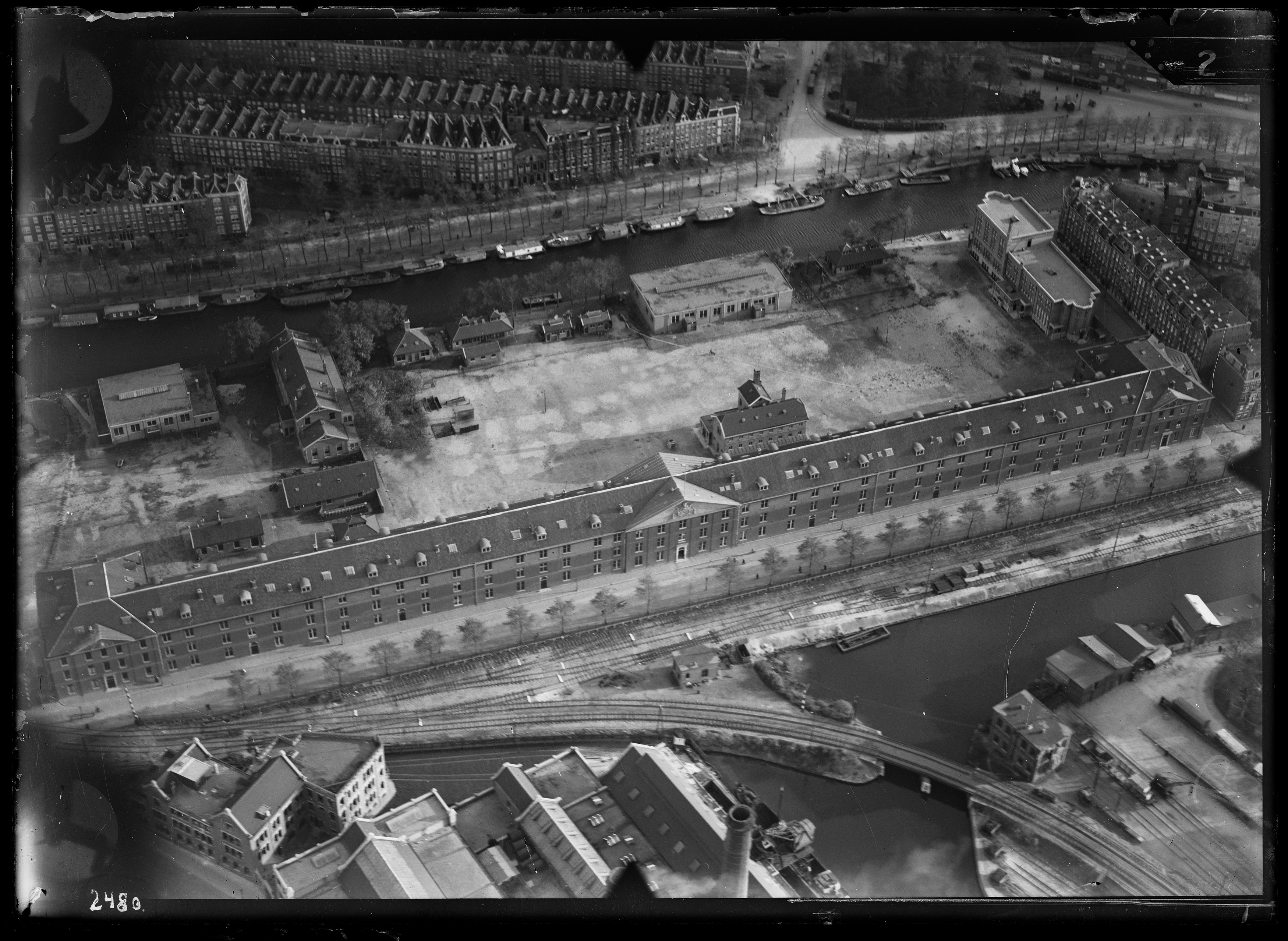
Luchtfoto van de Sarphatistraat in zuidelijke richting. Op de voorgrond de Sarphatistraat met de Oranje-Nassau Kazerne. Er voor de Plantage Muidergracht, er achter de Singelgracht en de Mauritskade; circa 1930. Luchtvaartafdeeling, 1920-1940.

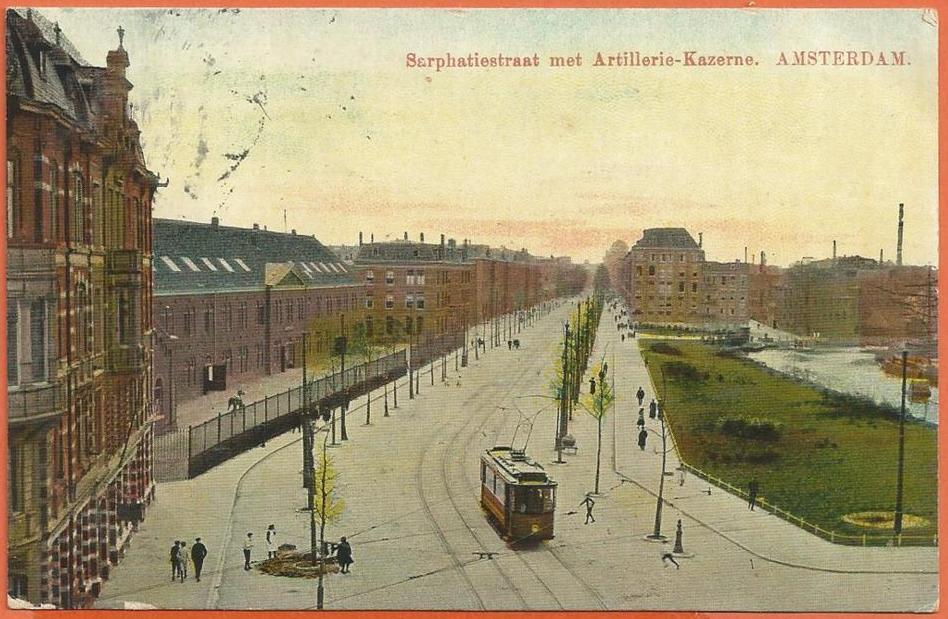
De Sarphatistraat gezien vanaf de Muiderpoort op het Alexanderplein in westelijke richting met een tram van lijn 3. Linksachter de Cavaleriekazerne; circa 1906.

De Sarphatistraat is een straat in het centrum van Amsterdam, tussen het Frederiksplein en de Oostenburgergracht bij de Cruquiuskade. De straat gaat over de Amstel en vormt een bijna twee kilometer lange verbinding tussen het zuidelijk deel van de Grachtengordel en de Oostelijke Eilanden.
Het is de enige straat in Amsterdam die aan weerszijden van de Amstel dezelfde naam heeft. De Sarphatistraat is sinds 2017 de eerste fietsstraat van Amsterdam, een straat die primair bedoeld is voor fietsers en waar auto's te gast zijn.
Bij het Weesperplein kruist de Sarphatistaat met de doorgaande route Weesperstraat - Wibautstraat (stadsroute s112). Aan de noordkant van de Sarphatistraat ligt hier het Weesperplein een verbreding van de Weesperstraat en aan de zuidkant het Rhijnspoorplein een verbreding van de Wibautstraat.
Aan de Roetersstraat ligt bij de Sarphatistraat een gebouwencomplex, bekend als Roeterseiland, van de Universiteit van Amsterdam. Bij het Alexanderplein kruist de Sarphatistraat met de Plantage Middenlaan.
Aan de Sarphatistraat 53 was van 2009 tot 2012 het Theater Instituut Nederland (TIN) gevestigd. Het materiaal is overgedragen aan de Bijzondere Collecties van de Universiteit van Amsterdam.
Het Sarphatipark ligt niet aan deze straat. Dat park, eveneens genoemd naar Samuel Sarphati, ligt in De Pijp.

## Geschiedenis

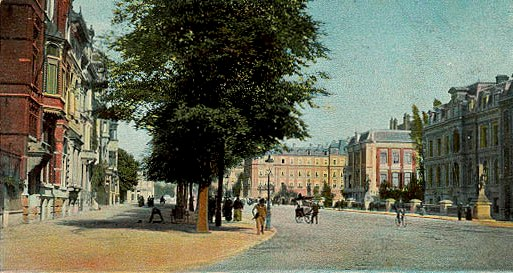
Sarphatistraat, ca. 1903

De Sarphatistraat is in 1870 vernoemd naar de arts Samuel Sarphati (1813-1866), die grote invloed had op de uitbreiding en verfraaiing van Amsterdam. Hij droeg bij aan de totstandkoming van het Paleis voor Volksvlijt aan het Frederiksplein en het Amstel Hotel aan het Professor Tulpplein.
De Sarphatistraat, die voor 1870 de Schans heette, ligt op de plaats van de tussen 1820 en 1840 geslechte stadswallen. Het gedeelte tussen Leidseplein en Frederiksplein noemt men sinds 1872 de Weteringschans en het gedeelte tussen Haarlemmerplein en Leidseplein werd de Marnixstraat.
Op 14 augustus 1942 werd, op aandrang van de Duitse bezetters, bij besluit van burgemeester Edward Voûte een aantal Amsterdamse straatnamen veranderd. Het ging om straten die naar het Nederlandse koningshuis of naar Joden genoemd waren. Tot het einde van de Tweede Wereldoorlog in 1945 heette de straat Muiderschans.
De beroemde eerste zin uit Nescio's boek 'De uitvreter' luidt: 

Behalve den man die de Sarphatistraat de mooiste plek van Europa vond, heb ik nooit een wonderlijker kerel gekend dan den uitvreter.
— Nescio, 1911

 Kort voordat Nescio dit schreef had schrijver Frederik van Eeden zich uitgelaten over naar zijn idee onwelgevallige aanpassingen aan de Sarphatistraat, terwijl hij deze daarvoor juist de mooiste straat van Amsterdam vond.

## Monumenten

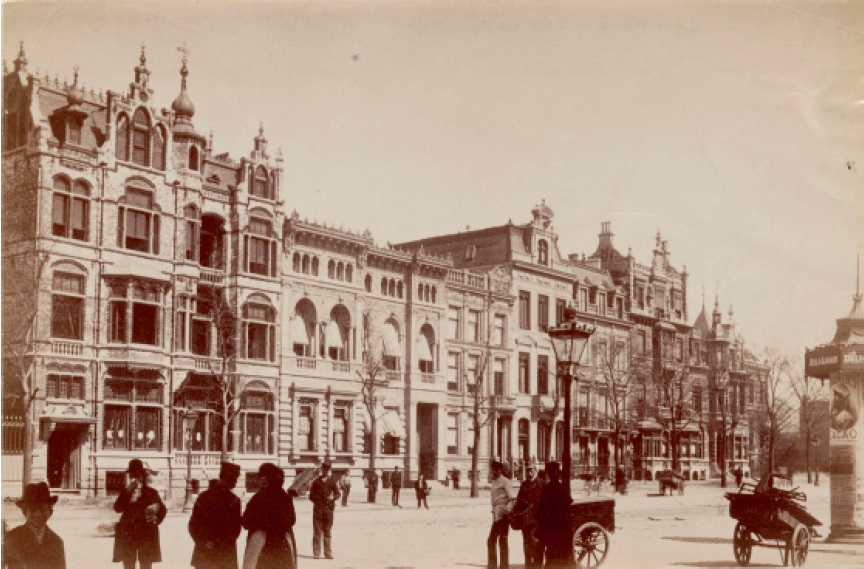
Sarphatistraat 1-15 in 1890, deel gesloopt

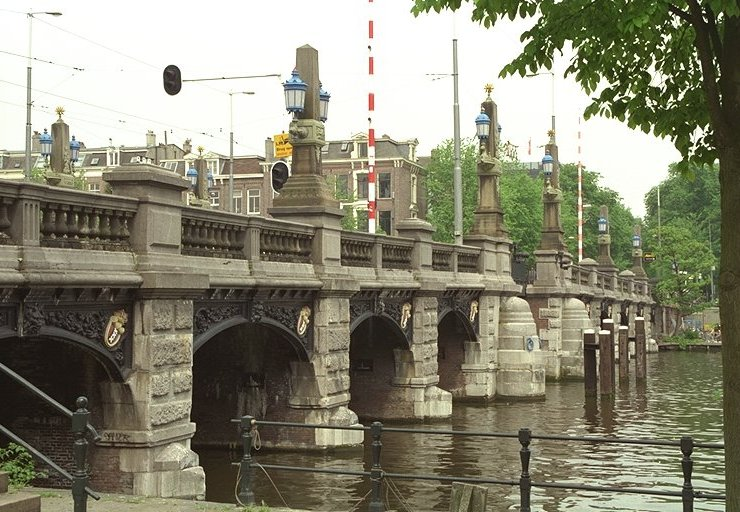
Hogesluis

Monumenten aan de Sarphatistraat zijn:
- Sarphatistraat 4 (gemeente)
- Sarphatistraat 6 (gemeente)
- Sarphatistraat 8 (gemeente)
- Sarphatistraat 7 (rijk)
- Sarphatistraat 9 (rijk)
- Sarphatistraat 11 (rijk)
- Sarphatistraat 12 (gemeente)
- Sarphatistraat 13 (gemeente)
- Hogesluis (rijk, brug over de Amstel)
- Amstel Hotel op het Professor Tulpplein (rijk)
- Sarphatistraat 22 (gemeente)
- Sarphatistraat 23 (rijk)
- Sarphatistraat 25 (gemeente)
- Sarphatistraat 47-55 (gemeente)
- Kruising met Rhijnspoorplein / Weesperplein
- Sarphatistraat 66 (gemeente)
- Sarphatistraat 68 (gemeente)
- Sarphatistraat 78 (gemeente)
- Sarphatistraat 102-104 (alleen voorgevel is monument, restant van het voormalig Emma Kinderziekenhuis)
- Sarphatistraat 169 (gemeente)
- Sarphatistraat 181 (gemeente)
- Sarphatistraat 252-366 (rijk, voormalig Rijks Militair Hospitaal), met reliëf Nescio)
- Sarphatistraat 370 (rijk, voormalig Rijksgoederenmagazijn)
- Sarphatistraat 410-430 (rijk)
- Sarphatistraat 470 (rijk, Rijksakademie van beeldende kunsten)
- Sarphatistraat 490-494 (gemeente)
- Muiderpoort
- Sarphatistraat 600 en verder de voormalige Oranje-Nassau Kazerne met in de rechter zijgevel het beeld Timpaan (1991) van Wendela Gevers Deynoot
- De Gooyer, molen aan het eind van de Sarphatistraat, staand aan Funenkade

Voorts staat er langs de Sarphatistraat het beeld de Twee silhouetten (ter hoogte van Artis).

## Openbaar vervoer
- De tramlijnen 1, 7 en 19 rijden door de Sarphatistraat.,
- Bij de kruising met het Weesperplein en het Rhijnspoorplein ligt het metrostation Weesperplein voor de metrolijnen 51, 53 en 54.
- Tramlijnen 14 kruist de Sarphatistraat op het Alexanderplein.

De eerste tramlijn in Amsterdam reed in 1875 door de Sarphatistraat. Deze paardentramlijn Leidscheplein – Plantage, reed via de Weteringschans en Sarphatistraat. Na elektrificatie in 1903 kwamen hier de tramlijnen 7 en 10 voor in de plaats. Tussen de Andrieszstraat en Alexanderplein reed van 1906 tot 1940 lijn 3. Tussen Alexanderplein en de Dageraadsbrug (langs de Oranje-Nassau Kazerne) lag tot 1906 een spoorwegemplacement. In 2004 werd lijn 10 over dit deel van de straat verlengd via de Czaar Peterstraat naar het Oostelijk Havengebied, Sindsdien voert deze tramlijn over de volle lengte van de Sarphatistraat maar werd op 22 juli 2018 vervangen door lijn 7.